# Namibian Broadcasting Corporation
Namibian Broadcasting Corporation (Société radiodiffusion namibienne) est le nom de la compagnie de radio-télévision nationale namibienne. Elle a succédé en 1990 à la South West African Broadcasting Corporation.

Logo de la SWABC de 1979-1990

Premier logo NBC créé en 1990

Les débuts de la radio-diffusion namibienne remontent au mois de novembre 1969. À cette date, le pays est intégré de fait à la république d'Afrique du Sud sous le nom de Suidwes-Afrika (Afrique du Sud-Ouest), bien que cette occupation soit jugée illégale par les Nations unies. C'est donc tout naturellement sous les auspices de la radio-télévision sud-africaine qu'est créée une compagnie de radiodiffusion, diffusant alors trois stations : Radio Ovambo, Radio Herero et Radio Damara Nama. Ces trois stations de radio diffusaient en plusieurs langues, dont l'anglais, l'allemand, l'afrikaans, ainsi que dans des langues africaines telles que l'oshiwambo.
En 1981 est créée une compagnie de télévision sous le nom de South West African Broadcasting Corporation ou Suidwes-Afrikaanse Uitsaaikorporasie en afrikaans. Gérée par la compagnie de radio-télévision sud-africaine SABC, elle diffuse essentiellement des programmes issus de son stock de programmes, acheminés sur cassettes vidéo. À ces émissions s'ajoutent quelques programmes locaux diffusés en trois langues : anglais, allemand et afrikaans.
Peu après la reconnaissance effective de la république de Namibie par le gouvernement sud-africain, en 1990, la compagnie de radio-télévision est renommée NBC, pour Namibian Broadcasting Corporation.

## Radio
La NBC diffuse actuellement neuf stations de radio, émettant dans les principales langues nationales : anglais, allemand, afrikaans, héréro ou oshiwambo.
Celles-ci sont respectivement :
- National Radio Service 1 (en anglais) ;
- National Radio Service 2 (en afrikaans) ;
- National Radio Service 3 (en allemand).

Les autres stations émettent dans diverses langues locales, telles que l'oshiwambo, le héréro ou le khoïsan.

## Télévision
NBC diffuse une chaîne de télévision nationale. Celle-ci a perdu son monopole en 2008 et est désormais concurrencée par une chaîne de télévision privée.
Les programmes de la chaîne de télévision publique sont essentiellement diffusés en langue anglaise. Les principaux programmes de la chaîne sont l'émission matinale Good Morning Namibia au cours de laquelle alternent informations, chroniques et débats. L'émission est suivie de bulletins d'information en langues Rukavango et Otjiherero. La chaîne diffuse également plusieurs bulletins d'information en anglais, réalisés dans les studios de la NBC, ainsi qu'un journal en allemand produit par la Deutsche Welle. Quelques séries et documentaires complètent la grille, avant que ne cessent les émissions à minuit.